# Percy-en-Normandie
Percy-en-Normandie es una comuna nueva francesa situada en el departamento de Mancha, de la región de Normandía.

## Historia
Fue creada el 1 de enero de 2016, en aplicación de una resolución del prefecto de Mancha de 4 de diciembre de 2015 con la unión de las comunas de Le Chefresne y Percy, pasando a estar el ayuntamiento en la antigua comuna de Percy.

## Demografía
| Gráfica de evolución demográfica de Percy-en-Normandie entre 1800 y 2013 |
|                                                                          |

Los datos entre 1800 y 2013 son el resultado de sumar los parciales de las dos comunas que forman la nueva comuna de Percy-en-Normandie, cuyos datos se han cogido de 1800 a 1999, para las comunas de Le Chefresne y Percy de la página francesa EHESS/Cassini. Los demás datos se han cogido de la página del INSEE.

## Composición
| Comuna delegada | Código INSEE | Población (2013) | Superficie (km²) | Densidad (hab./km²) |
| --------------- | ------------ | ---------------- | ---------------- | ------------------- |
| Le Chefresne    | 50128        | 297              | 11.28            | 26                  |
| Percy           | 50393        | 2331             | 37.04            | 63                  |